# Naturschutzgebiet Namenlose-Talsystem

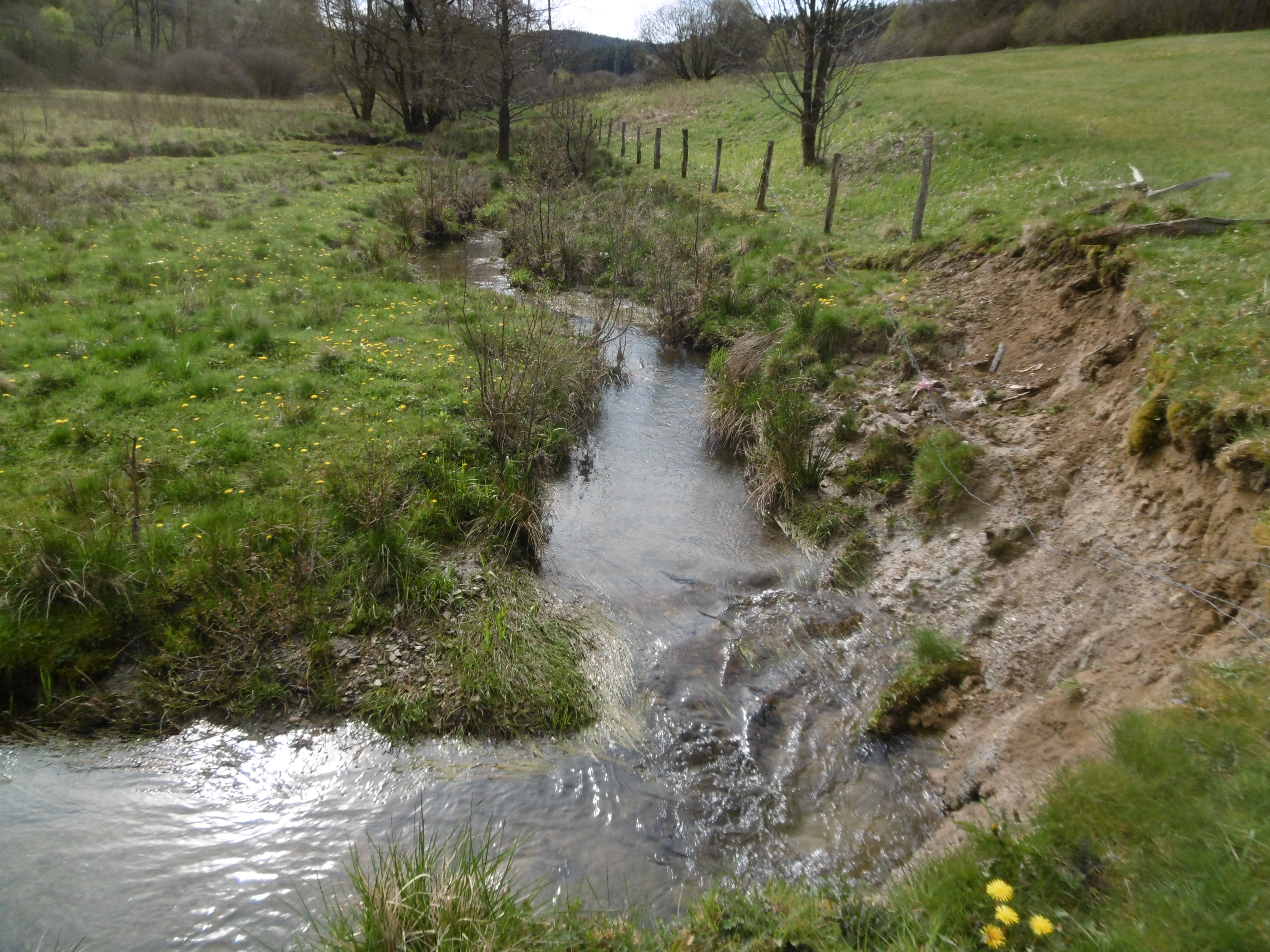
Namenlose

Das Naturschutzgebiet Namenlose-Talsystem ist ein ca. 89 ha großes Naturschutzgebiet (NSG) zwischen Silbach und Winterberg. Das Gebiet wurde 2008 mit dem Landschaftsplan Winterberg durch den Hochsauerlandkreis als NSG ausgewiesen. Ein Großteil des NSG ist gleichzeitig als Teilfläche des Fauna-Flora-Habitat-Gebietes  Bergwiesen bei Winterberg (FFH-Nr. DE-4717-305; 501 ha) ausgewiesen. Das NSG besteht aus drei Teilflächen.

## Beschreibung

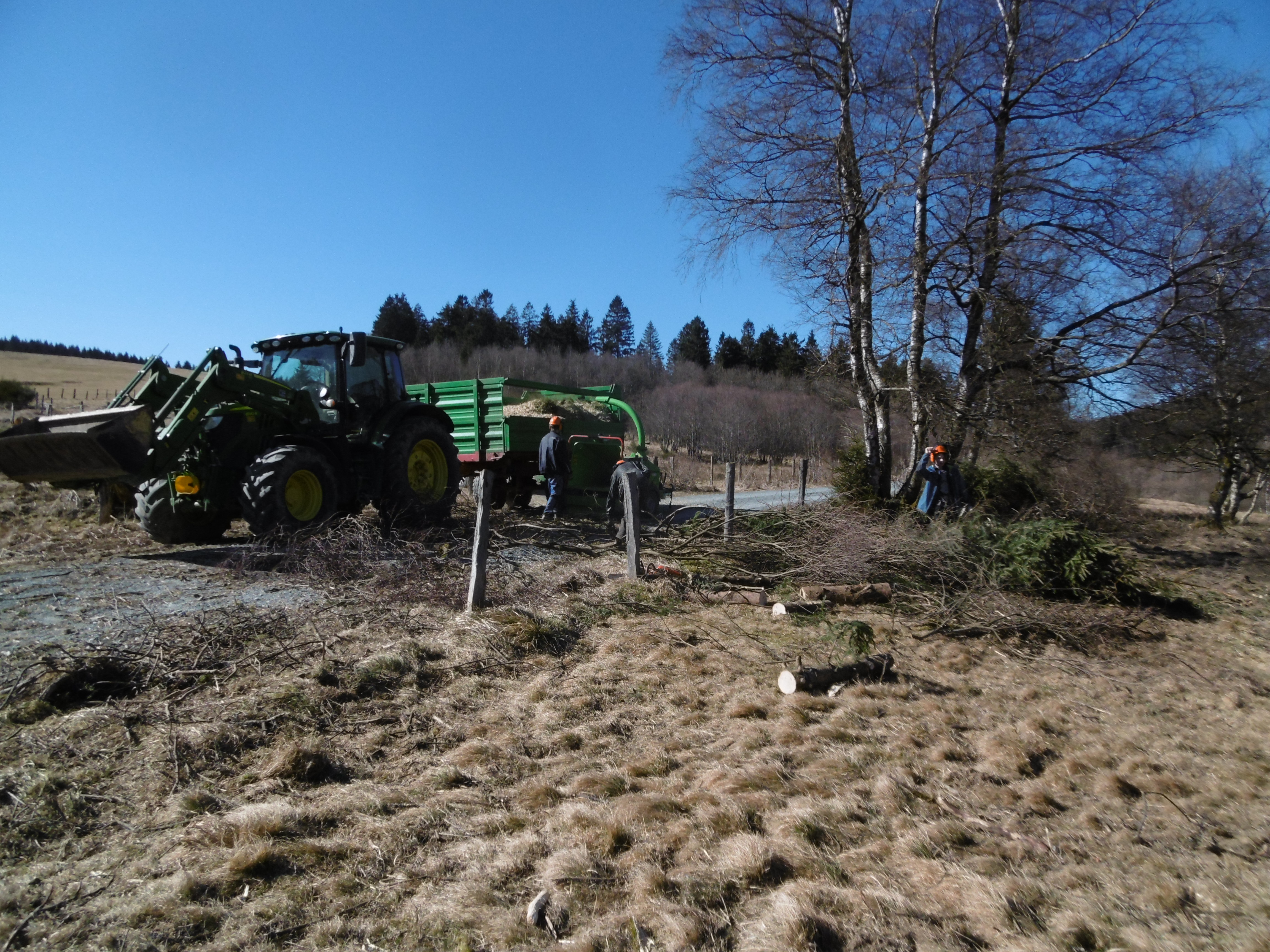
Landschaftspflegetrupp der Biologischen Station Hochsauerlandkreis beim häckseln von Gehölzen

Die Quelle und der Oberlauf der Namenlose liegt im NSG. Im NSG verlaufen auch die Bäche Büre, Festerbach und Rabenseifen oder zumindest Abschnitte dieser kleinen Namenlose-Zuläufe.
Im NSG und FFH-Gebiet kommen viele seltene Pflanzen und Tiere der Roten Liste vor. Darin gibt es ausgedehnte Feucht- und Nasswiesen, die örtlich von binsen- und seggenreichen Quellsümpfen durchsetzt sind. Die Namenlose und ihre Nebenbäche sind im NSG gänzlich unverbaut. Der Bestand an Fichten wurde dort im Winter 2008/09 auf eine Fichtenparzelle reduziert.

## Naturschutzaktivitäten
Die Nordrhein-Westfalen-Stiftung hat seit 1990 39,23 ha im NSG auf Antrag des Vereins für Natur- und Vogelschutz im Hochsauerlandkreis (VNV) angekauft. Die Flächen werden vom VNV betreut.
Die Flächen der Stiftung werden extensiv mit Rindern nach Vorgaben des Kultur-Landschafts-Pflege-Programms des Hochsauerlandkreises beweidet.
Seit den 1990er Jahren finden immer wieder Pflegearbeiten vom Landschaftspflegetrupp der Biologischen Station Hochsauerlandkreis statt.

## Fauna
Eine Besonderheit im Tal, das von bewaldeten Bergflanken gesäumt wird, ist das Vorkommen des Braunkehlchens und des Wiesenpiepers. Der Schwarzstorch, welcher in den südlich angrenzenden Wäldern brütet, ist häufiger Nahrungsgast am Bach. Die bis Anfang der 1990er Jahre als Brutvogel vorkommende Bekassine ist im Naturschutzgebiet Namenlose-Talsystem wie im ganzen Hochsauerlandkreis als Brutvogel ausgestorben. Hingegen kann sie im Herbst und Frühjahr auf dem Durchzug beobachtet werden. Einzelne Bekassinen rasten auch länger Zeit im NSG. Sogar bei hohen Schneelagen wurden Einzelvögel an schneefreien Quellbereiche nachgewiesen.

## Pflanzenarten im NSG
Auswahl vom Landesamt für Natur, Umwelt und Verbraucherschutz Nordrhein-Westfalen dokumentierter Pflanzenarten: Acker-Witwenblume, Ährige Teufelskralle, Aufrechte Trespe, Bach-Nelkenwurz, Bach-Nelkenwurz, Bach-Quellkraut, Bachbunge, Behaarter Kälberkropf, Berg-Platterbse, Besenheide, Bitteres Schaumkraut, Bleiche Segge´, Blutwurz, Borstgras, Braun-Segge, Breitblättriges Knabenkraut, Echtes Johanniskraut, Echtes Mädesüß, Echter Kümmel, Echter Wundklee, Feld-Ehrenpreis, Fieberklee, Flutender Schwaden, Fuchssches Greiskraut, Färber-Ginster, Geflecktes Johanniskraut, Geflecktes Knabenkraut, Gelb-Segge, Gewöhnliche Kreuzblume, Gewöhnliche Pestwurz, Gewöhnlicher Blutweiderich, Gewöhnlicher Gilbweiderich, Gewöhnliches Ferkelkraut, Glieder-Binse, Gras-Sternmiere, Grau-Segge, Großer Wiesenknopf, Grünliche Gelb-Segge, Gundermann, Gänseblümchen, Hain-Sternmiere, Harzer Labkraut, Hasenpfoten-Segge, Heidelbeere, Herbstzeitlose, Hirse-Segge, Hunds-Veilchen, Kleine Bibernelle, Kleiner Baldrian, Kleiner Klappertopf, Kleines Habichtskraut Knäuel-Glockenblume, Kuckucks-Lichtnelke, Magerwiesen-Margerite, Mittleres Zittergras, Moschus-Malve, Preiselbeere, Quellmoos, Quell-Sternmiere, Kleiner Baldrian, Rote Lichtnelke, Rot-Schwingel, Rundblättrige Glockenblume, Schlank-Segge, Schmalblättriges Wollgras, Schnabel-Segge, Schwarze Teufelskralle, Spitzblütige Binse, Spitzlappiger Frauenmantel, Stern-Segge, Sumpf-Blutauge, Sumpfdotterblume, Sumpf-Labkraut, Sumpf-Pippau, Sumpf-Rispengras, Sumpf-Veilchen, Sumpf-Vergissmeinnicht, Teich-Schachtelhalm, Trollblume, Vogel-Wicke, Wald-Ehrenpreis, Wald-Storchschnabel, Wasserdost, Wiesen-Bocksbart, Wiesen-Bärenklau, Wiesen-Flockenblume, Wiesen-Kerbel, Wiesen-Knöterich, Wiesen-Margerite, Wiesen-Pippau, Wiesen-Schafgarbe, Wiesen-Schaumkraut, Wilde Möhre und Wildes Stiefmütterchen.

## Sonstiges
Im NSG befindet sich eine namenlose Wüstung westlich der Straßenzufahrt ins Büretal.